# Jehudit Hendel
Jehudit Hendel (hebrejsky: יהודית הנדל‎, (25. října 1921 – 23. května 2014) byla izraelská spisovatelka.

## Biografie
Narodila se ve Varšavě za druhé Polské republiky do chasidské rabínské rodiny potomků Ezechiela Tauba, zakladatele chasidské dynastie Kazimierz. V roce 1930 podnikla se svými rodiči jako čtyřletá aliju do britské mandátní Palestiny, kde nadále žili v obci Nešer poblíž Haify. Tam absolvovala základní školu a v té době byla rovněž aktivní v mládežnickém sionistickém hnutí ha-No'ar ha-oved. Po smrti matky se s otcem přestěhovala do Haify, kde studovala na střední škole Reali. V sedmnácti letech, v roce 1942, jí vyšla její první povídka. Po maturitě šla studovat do učitelského semináře do Tel Avivu. V roce 1948 bojovala v izraelské válce za nezávislost a v témže roce se provdala za malíře Cvi Meiroviče, se kterým posléze žila v Haifě. Společně měli dvě děti, a to dceru Dorit (* 1952) a syna Jehošuu (* 1963) Po smrti manžela v roce 1974 se o šest let později přestěhovala do Tel Avivu.
V roce 1950 byla vydána její první sbírka povídek. Průlom však zaznamenala až o čtyři roky později, když rukopis její knihy Rechov ha-Madregot vyhrál v literární soutěži. Následující rok se z vydané knihy stal bestseller a po třech letech byla kniha adaptována v divadelní hru a zinscenována v národním divadle ha-Bima. V roce 1957 se neúspěšně zúčastnila soutěže o nejlepší divadelní hru založenou na deníku Chany Senešové pořádané divadlem ha-Bima.
Vydala celkem šest románů, čtyři sbírky povídek a knihu esejů. Mimo to byla řada jejích děl adaptována, ať již jako divadelní hry, filmy či televizní pořady. Její dílo bylo přeloženo do řady světových jazyků. Za své literární dílo a přínos literatuře obdržela několik ocenění, včetně Ceny ministerského předsedy (1975, 1998), Agnonovy ceny (1989), Newmanovy ceny za hebrejskou literaturu (1995), Bialikovy ceny (1996) a Izraelské ceny (2003) za celoživotní dílo.